# دولستروم
دولستروم (به لاتین: Dullstroom) یک شهرک در آفریقای جنوبی است که در Emakhazeni Local Municipality واقع شده‌است. دولستروم ۲٬۱۰۰ متر بالاتر از سطح دریا واقع شده‌است.

## جستارهای وابسته

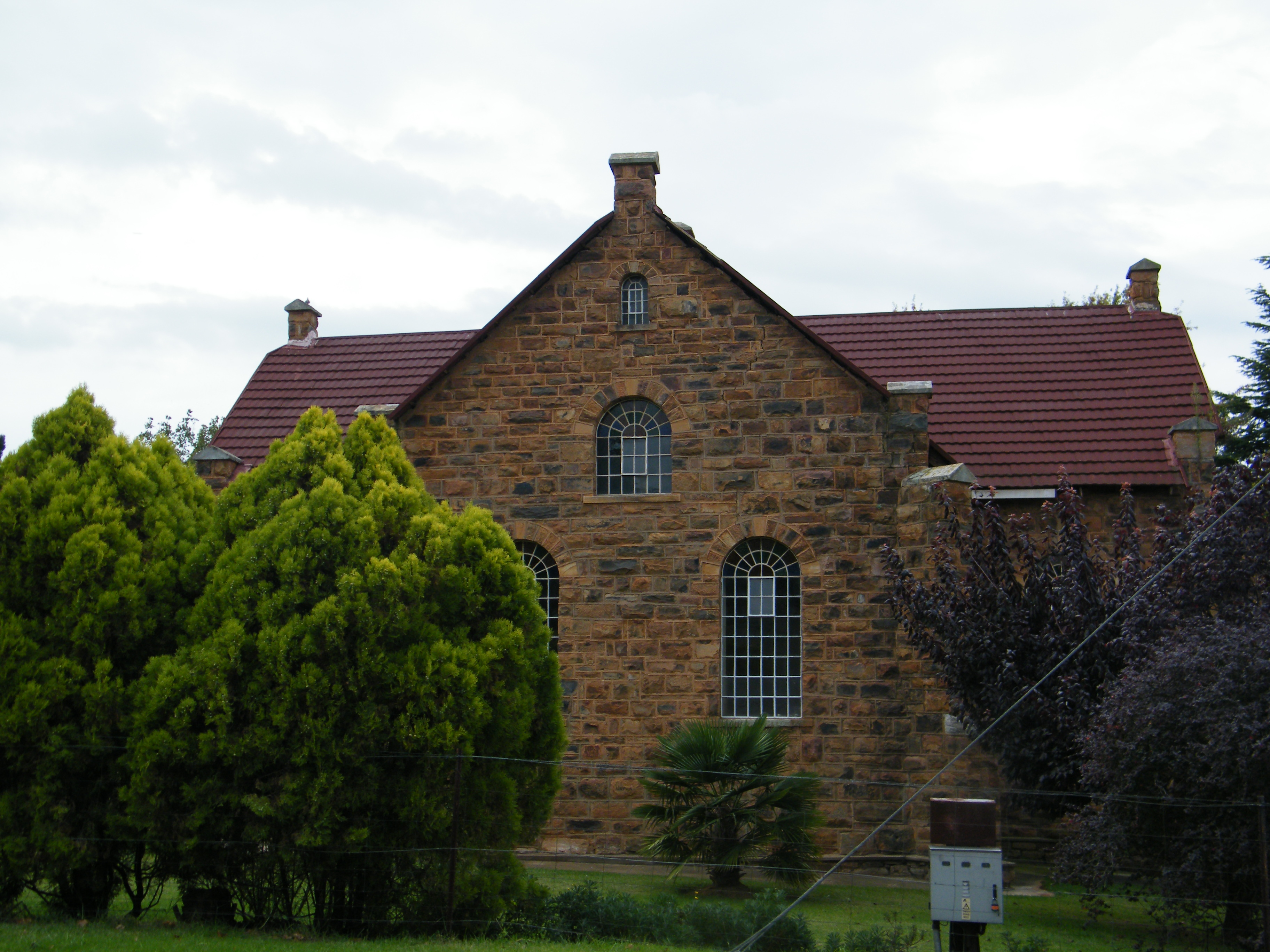
هروورمد کرک برای ارشاد کلیسا'